# Fußball-Landesliga Schleswig-Holstein 1970/71
Die Landesliga Schleswig-Holstein wurde zur Saison 1970/71 das 24. Mal ausgetragen und bildete bis zur Saison 1973/74 den Unterbau der zweitklassigen Regionalliga Nord. Die beiden erstplatzierten Mannschaften durften an der Aufstiegsrunde zur zweitklassigen Regionalliga Nord teilnehmen, die Mannschaften auf den beiden letzten Plätzen mussten in die Verbandsliga absteigen.

## Vereine
Im Vergleich zur Saison 1969/70 veränderte sich die Zusammensetzung der Liga folgendermaßen: Der Heider SV war nach einer Spielzeit wieder in die Regionalliga Nord auf-, während keine Mannschaft aus Schleswig-Holstein aus der Regionalliga Nord abgestiegen war. Die beiden Absteiger FC Holstein Segeberg und TSV Heiligenstedten hatten die Landesliga verlassen und wurden durch die drei Aufsteiger SC Comet Kiel (Rückkehr nach drei Jahren), VfB Lübeck Amateure (erstmals in der Landesliga) und Itzehoer SV Amateure (Rückkehr nach einem Jahr) ersetzt.
| Verein               | Stadt        | Kreis                 | Qualifikation                        |
| -------------------- | ------------ | --------------------- | ------------------------------------ |
| SV Friedrichsort     | Kiel         |                       | Meister 1969/70                      |
| BSC Brunsbüttel      | Brunsbüttel  | Dithmarschen          | 3. Platz 1969/70                     |
| VfL Oldesloe         | Bad Oldesloe | Stormarn              | 4. Platz 1969/70                     |
| TSV Westerland       | Westerland   | Nordfriesland         | 5. Platz 1969/70                     |
| Rendsburger TSV      | Rendsburg    | Rendsburg-Eckernförde | 6. Platz 1969/70                     |
| TSV Schlutup         | Lübeck       |                       | 7. Platz 1969/70                     |
| Schleswig 06         | Schleswig    | Schleswig             | 8. Platz 1969/70                     |
| VfB Kiel             | Kiel         |                       | 9. Platz 1969/70                     |
| Eichholzer SV        | Lübeck       |                       | 10. Platz 1969/70                    |
| MTV Heide            | Heide        | Dithmarschen          | 11. Platz 1969/70                    |
| Büdelsdorfer TSV     | Büdelsdorf   | Rendsburg-Eckernförde | 12. Platz 1969/70                    |
| Flensburg 08         | Flensburg    |                       | 13. Platz 1969/70                    |
| VfR Neumünster       | Neumünster   |                       | 14. Platz 1969/70                    |
| SC Comet Kiel        | Kiel         |                       | Aufsteiger aus der Verbandsliga Nord |
| VfB Lübeck Amateure  | Lübeck       |                       | Aufsteiger aus der Verbandsliga Süd  |
| Itzehoer SV Amateure | Itzehoe      | Steinburg             | Aufsteiger aus der Verbandsliga Süd  |

## Saisonverlauf
Die Meisterschaft und damit die Teilnahme an der Aufstiegsrunde sicherte sich der Rendsburger TSV. Als Zweitplatzierter durfte der TSV Westerland ebenfalls teilnehmen. Beide verpassten den  Aufstieg in die Regionalliga Nord. Die Amateurmannschaften des VfB Lübeck und Itzehoer SV mussten die Landesliga nach einer Spielzeit wiedere verlassen.
Der VfB Kiel qualifizierte sich als Dritter für die deutsche Amateurmeisterschaft 1971. Dort schied er im Achtelfinale gegen Sterkrade 06/07 aus.

### Tabelle
| Pl. | Verein                   | Sp. | S  | U  | N  | Tore    | Diff. | Punkte |
| --- | ------------------------ | --- | -- | -- | -- | ------- | ----- | ------ |
| 1.  | Rendsburger TSV          | 30  | 19 | 8  | 3  | 057:230 | +34   | 46:14  |
| 2.  | TSV Westerland           | 30  | 20 | 4  | 6  | 079:460 | +33   | 44:16  |
| 3.  | VfB Kiel                 | 30  | 17 | 5  | 8  | 057:380 | +19   | 39:21  |
| 4.  | Schleswig 06             | 30  | 16 | 7  | 7  | 050:350 | +15   | 39:21  |
| 5.  | SC Comet Kiel (N)        | 30  | 13 | 10 | 7  | 063:430 | +20   | 36:24  |
| 6.  | Eichholzer SV            | 30  | 13 | 6  | 11 | 050:390 | +11   | 32:28  |
| 7.  | BSC Brunsbüttel          | 30  | 11 | 9  | 10 | 038:390 | −1    | 31:29  |
| 8.  | SV Friedrichsort (M)     | 30  | 12 | 6  | 12 | 052:450 | +7    | 30:30  |
| 9.  | VfL Oldesloe             | 30  | 8  | 12 | 10 | 029:330 | −4    | 28:32  |
| 10. | TSV Schlutup             | 30  | 7  | 9  | 14 | 036:430 | −7    | 23:37  |
| 11. | Büdelsdorfer TSV         | 30  | 9  | 5  | 16 | 039:530 | −14   | 23:37  |
| 12. | Flensburg 08             | 30  | 10 | 3  | 17 | 041:580 | −17   | 23:37  |
| 13. | VfR Neumünster           | 30  | 7  | 9  | 14 | 035:540 | −19   | 23:37  |
| 14. | MTV Heide                | 30  | 6  | 11 | 13 | 032:590 | −27   | 23:37  |
| 15. | VfB Lübeck Amateure (N)  | 30  | 7  | 6  | 17 | 038:570 | −19   | 20:40  |
| 16. | Itzehoer SV Amateure (N) | 30  | 6  | 8  | 16 | 037:680 | −31   | 20:40  |

| (M) | Meister der Landesliga Schleswig-Holstein 1969/70       |
| (A) | Absteiger aus der Regionalliga Nord 1969/70             |
| (N) | Aufsteiger in die Landesliga Schleswig-Holstein 1970/71 |